# Casa-estudi Antoni Tàpies
La Casa-estudi Antoni Tàpies és un edifici situat al carrer de Saragossa, 57 de Barcelona, catalogat com a bé cultural d'interès local.

## Història
Va ser projectat pels arquitectes Josep Antoni Coderch i Manuel Valls i Vergés, i es va construir entre els anys 1960 i 1963.

## Descripció
Consta de planta baixa, tres pisos i un àtic. La façana s'articula en dos sèries d'eixos, verticals i horitzontals, aconseguit sobretot a base de l'ús visible de grans pilars i bigues d'acer. La planta baixa s'articula en dues grans obertures sense llinda, cobertes per grans portals de fusta. L'accés a l'habitatge no s'endevina fàcilment, ja que és una altra porta de fusta integrada en un dels dos portals. La primera planta, ja dominada per l'ús del ferro, compta amb dos conjunts separats per un pilar d'acer. A l'esquerra s'hi combina l'ús de cossos amb la persiana de llibret i buits. A la dreta en canvi, tot l'espai està dominat per la persiana de llibret. La segona planta té una composició quasi exacta a la primera, tot i que a la dreta, també hi ha la presència d'un cos inferior de buit. La tercera planta està totalment plena de persianes de llibret, que cobreixen dues grans obertures, a banda i banda de l'esmentat pilar d'acer. La planta àtic, sense obertures cap al carrer Saragossa, s'obre cap al pati interior. Els espais interiors són d'una gran riquesa, no luxosa, aconseguida pels efectes de llum i ombra, resultat d'un acurat control de les dimensions i proporcions de cada una de les parts. És un seguit de visions i transparències creuades materialitzades per l'ús del maó fet a mà i les persianes de llibret. Especialment remarcable és la relació entre la sala d'estar i l'estudi del pintor, amb una seqüència digna dels millors exemples d'arquitectura, així com la solució de la biblioteca, aïllada de la resta de la casa per una planta amb terrassa, que referma el seu caràcter silenciós, ja que la tanca a l'exterior i organitzant la seva doble alçada al voltant de la llar de foc.
L'edifici és un bon exemple d'arquitectura contemporània integrada dins un barri típic. Bona part de les cobertes de ferro i acer es troben afectades per fenòmens d'oxidació (fruit de la humitat), per aquest motiu, l'estat de conservació de la façana és millorable.

## Estudi de Campins
A principis de la dècada dels 1960, Antoni Tàpies, que ja des de després de la Guerra Civil anava els caps de setmana al poble de Campins, al Montseny, va comprar un dels masos de fora el nucli urbà, una masia del segle xv, amb molt de bosc propi al voltant. Més endavant, va encarregar a l'arquitecte Jaume Freixa l'ampliació amb un estudi, completat el 1982, on va realitzar moltes obres, especialment en els períodes d'estiu.